# Oxyrrhynchium peyronelii
Oxyrrhynchium peyronelii là một loài rêu trong họ Brachytheciaceae. Loài này được Tosco & Piovano mô tả khoa học đầu tiên năm 1956.